# داوود اخباری
داوود اخباری (زادهٔ ۲۷ شهریور ۱۳۶۵، میانه) کشتی‌گیر اهل ایران در دسته ۶۷ کیلوگرم کشتی فرنگی است. اخباری برنده مدال طلای جام جهانی روسیه ۲۰۱۲، و قهرمان مسابقات قهرمانی کشتی جهان در سال ۲۰۱۳ است.